# Karamelizace

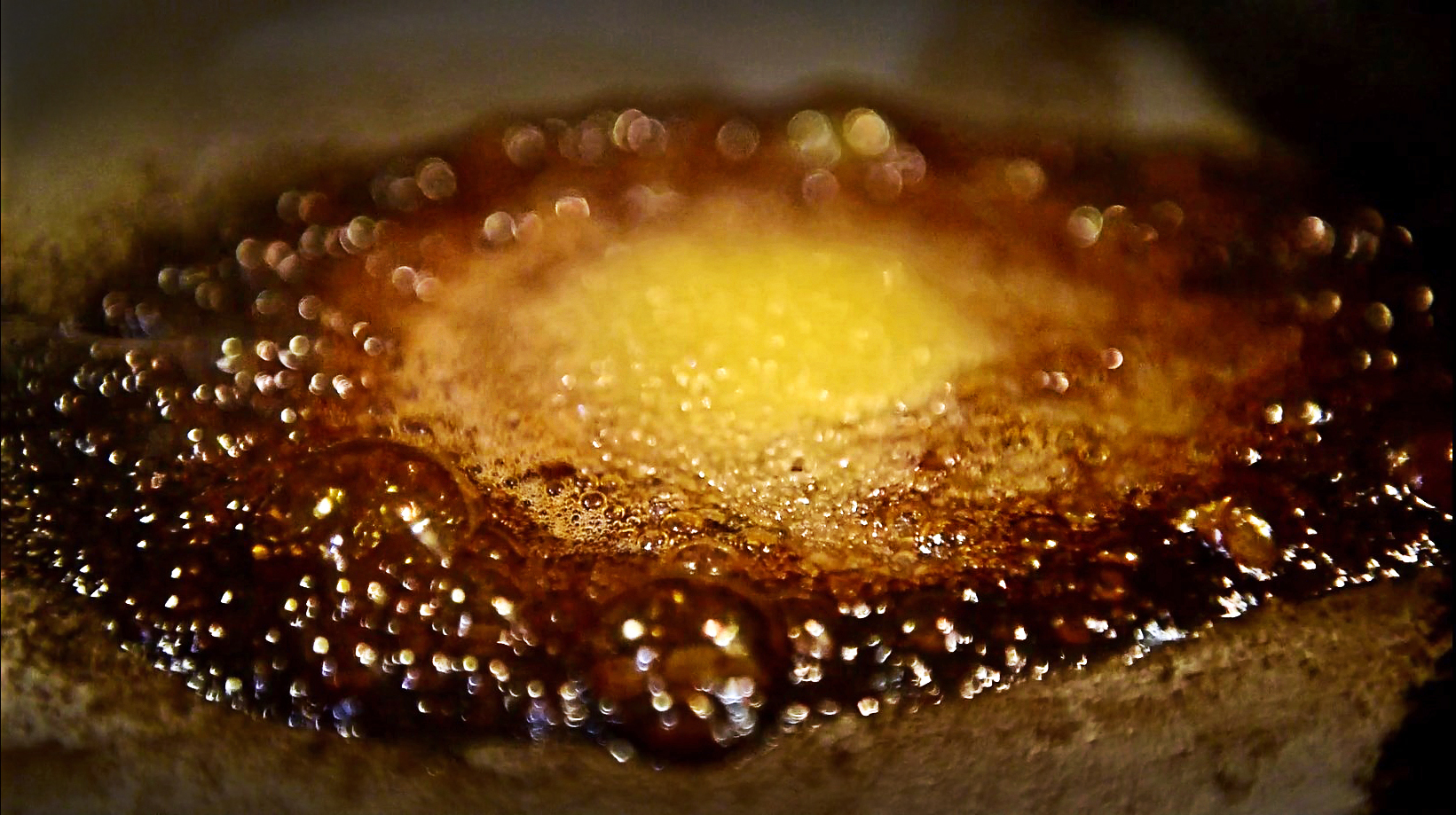
Karamelizace

Karamelizace je jednak štěpení – disociace (resp. hydrolytické štěpení), jednak oxidace cukru. Oxidace probíhá při zahřátí cukru na teplotu vyšší než 105 °C až 180 °C (závisí na druhu cukru). Ke karamelizaci může dojít i za pokojové teploty. Rychlost karamelizace závisí na kyselosti prostředí. Tento proces se často používá v gastronomii pro svou typickou karamelově sladkou chuť. Hnědá barva je výsledkem tří skupin polymerů: tj. karamelany (C24H36O18), karameleny (C36H50O25) a karameliny (C125H188O80). Je to typ neenzymatického hnědnutí.

## Disociace sacharózy
Při zahřátí běžného řepného cukru (sacharózy) dojde k vzájemnému oddělení dvou sacharidů, jež disacharid tvoří – fruktózy a glukózy. Jelikož má fruktóza teplotu tání 105 °C, dojde k oddělení poměrně brzy.

## Teploty karamelizace
Teploty, při kterých začne cukr karamelizovat, závisí na druhu cukru, karamelizace je tedy chemický proces závislý na teplotě.
| Cukr      | Teplota |
| --------- | ------- |
| Fruktóza  | 105 °C  |
| Galaktóza | 160 °C  |
| Glukóza   | 150 °C  |
| Maltóza   | 180 °C  |
| Sacharóza | 160 °C  |

Karamelizace je rovněž závislá na chemickém prostředí (konkrétněji acidobazické rovnováze). Míra karamelizace je nejnižší, pokud se pH blíží neutrálním hodnotám, naopak největší je na obou krajích acidobazického spektra: pod pH=3 a nad pH=9.